# Evelyn Hu
Evelyn L. Hu (chinês: 胡玲; Nova Iorque) é uma engenheira estadunidense. É Gordon McKay Professor de física aplicada e engenharia elétrica da Universidade Harvard.
Seus pais emigraram da China em 1944-1945, e ela nasceu em Nova Iorque.
Hu fez grandes contribuições para a nanotecnologia projetando e criando nanoestruturas complexas.
Hu recebeu um doutorado honorário da Heriot-Watt University em 2013 
Recebeu a Medalha Eringen de 2019.